# ختاگ تسابولوف
ختاگ نیکالوویچ سابولُف (به روسی: Хетаг Николаевич Цаболов؛ زادهٔ ۱۷ نوامبر ۱۹۹۱) یک کشتی‌گیر اهل روسیه است که در دسته‌های وزنی ۷۴ و ۷۹ کیلوگرم کشتی آزاد برای کشورهای روسیه و صربستان فعالیت کرده است. او برندهٔ یک مدال طلا (۲۰۱۴)، یک نقره (۲۰۱۷) و یک برنز (۲۰۲۳) از مسابقات قهرمانی کشتی جهان است. سابولف در مسابقات المپیک ۲۰۲۴ پاریس نیز حضور داشت و به مقام پنجم رسید.

## فعالیت حرفه‌ای

### قهرمانی کشتی جهان ۲۰۱۷
تسابولوف در وزن ۷۴ کیلوگرم کشتی آزاد مسابقات قهرمانی کشتی جهان ۲۰۱۷ پاریس حاضر بود که کانر ایوانز از استرالیا، هانوک راشامین از اسرائیل، جبرییل حسن‌اف از آذربایجان و سونر دمیرتاش از ترکیه را شکست داد و به فینال رسید. وی در دیدار نهایی از جردن باروز کشتی‌گیر آمریکایی شکست خورد و به مدال نقره بسنده کرد.

### قهرمانی کشتی جهان ۲۰۲۳
تسابولوف در وزن ۷۴ کیلوگرم کشتی آزاد قهرمانی کشتی جهان ۲۰۲۳ بلگراد شرکت کرد، او در این مسابقات اولونبایرین سولدخو از مغولستان و لو فنگ از چین را مغلوب کرد اما در مسابقه بعد به زائوربک سیداکوف از صربستان باخت و با توجه به حضور این کشتی‌گیر در فینال، به دیدار شانس مجدد رفت. او در مرحله شانس مجدد یونس امامی از ایران را شکست داد و به دیدار رده‌بندی رسید. وی در این دیدار توران بایراموف از آذربایجان را شکست داد و مدال برنز را بدست آورد.

### المپیک ۲۰۲۴ پاریس
تسابولوف در وزن ۷۴ کیلوگرم کشتی آزاد المپیک ۲۰۲۴ پاریس حاضر بود که در دور اول ایمان مهدوی از پناهندگان را شکست داد اما در دور بعد از دایچی تاکاتانی از ژاپن شکست خورد و با توجه به حضور این کشتی‌گیر در فینال، به دیدار شانس مجدد رفت. او در مرحله شانس مجدد گیاندری گارزون از کوبا را شکست داد اما در دیدار رده‌بندی به کایل دیک از آمریکا باخت و پنجم شد.